# سطح پایین‌تر
سطح پایین‌تر (به انگلیسی: Lower Level) یک فیلم ویدئویی آمریکایی محصول سال ۱۹۹۱ در ژانر دلهره‌آور به کارگردانی کریستین پیترسون است.

## بازیگران
- دیوید برادلی … سام لا براونینگ[۲]
- الیزابت گریسن … هیلاری وایت
- لوئیس کنترراس
- دیوید راس ولف